# Morteiro

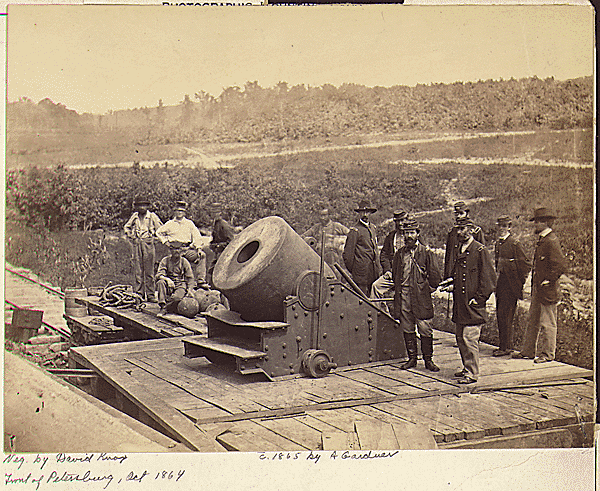
Morteiro de grande calibre do século XIX.

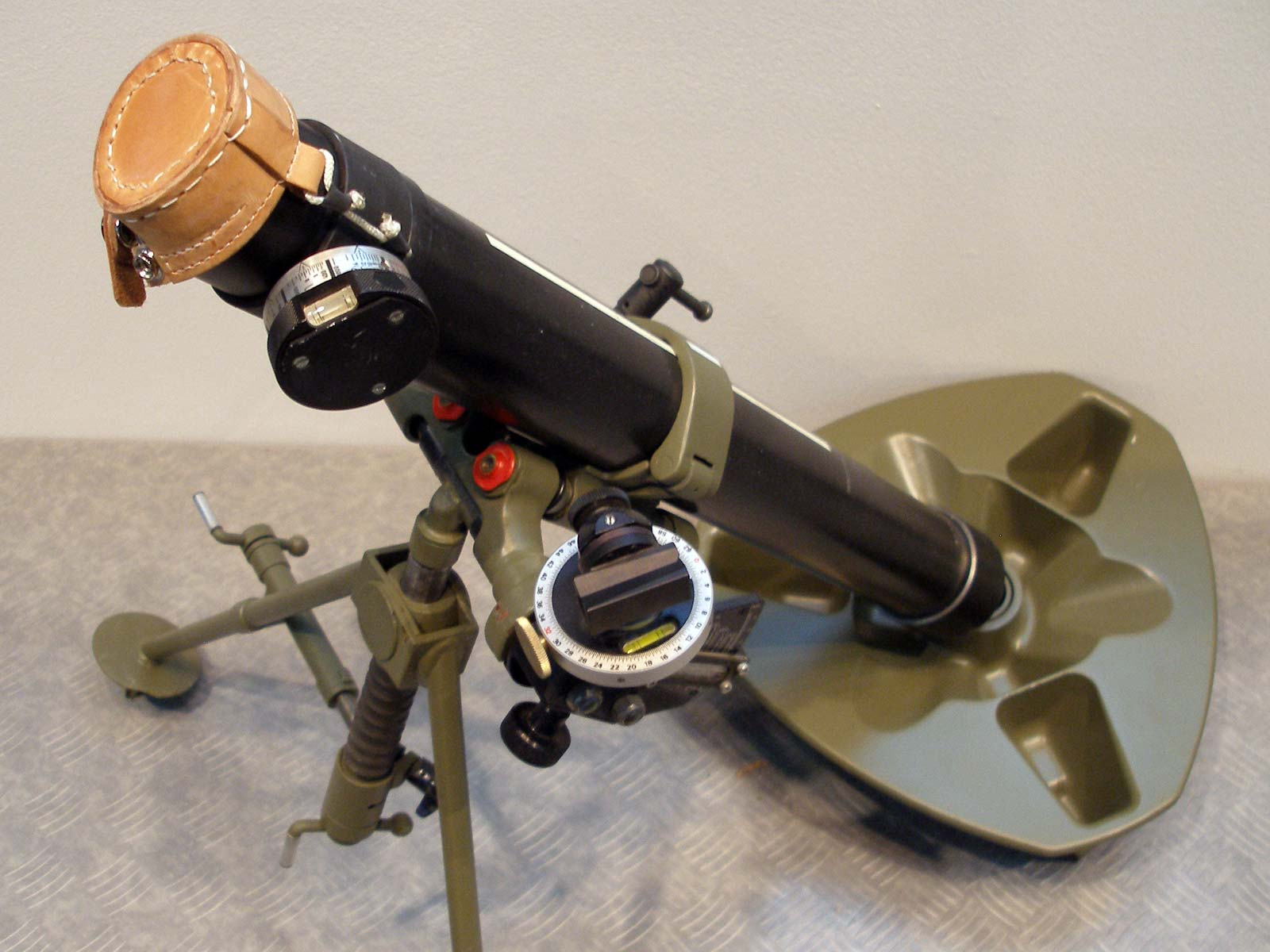
Morteiro ligeiro de 60 mm.

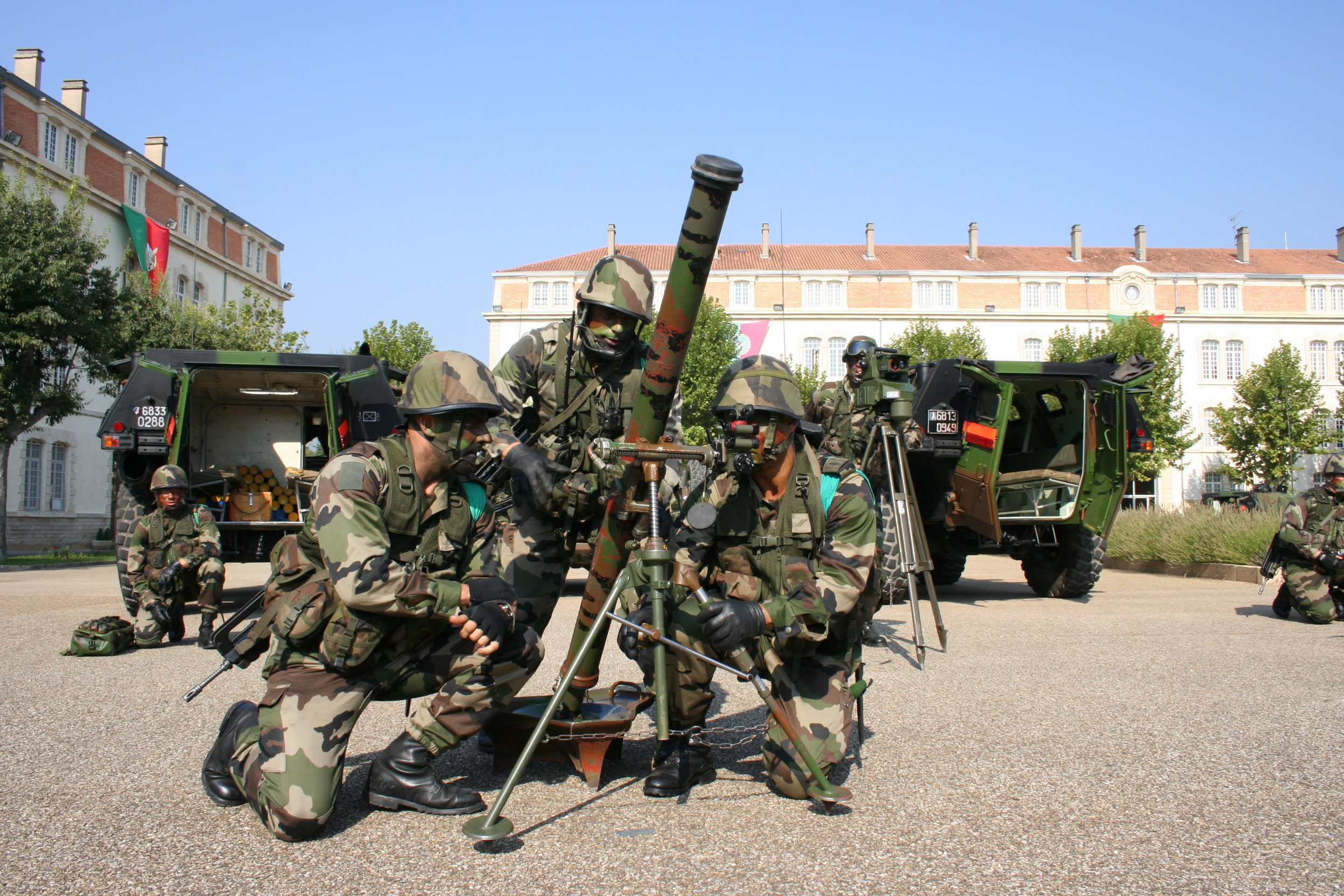
Morteiro médio de 81 mm com a guarnição em posição.

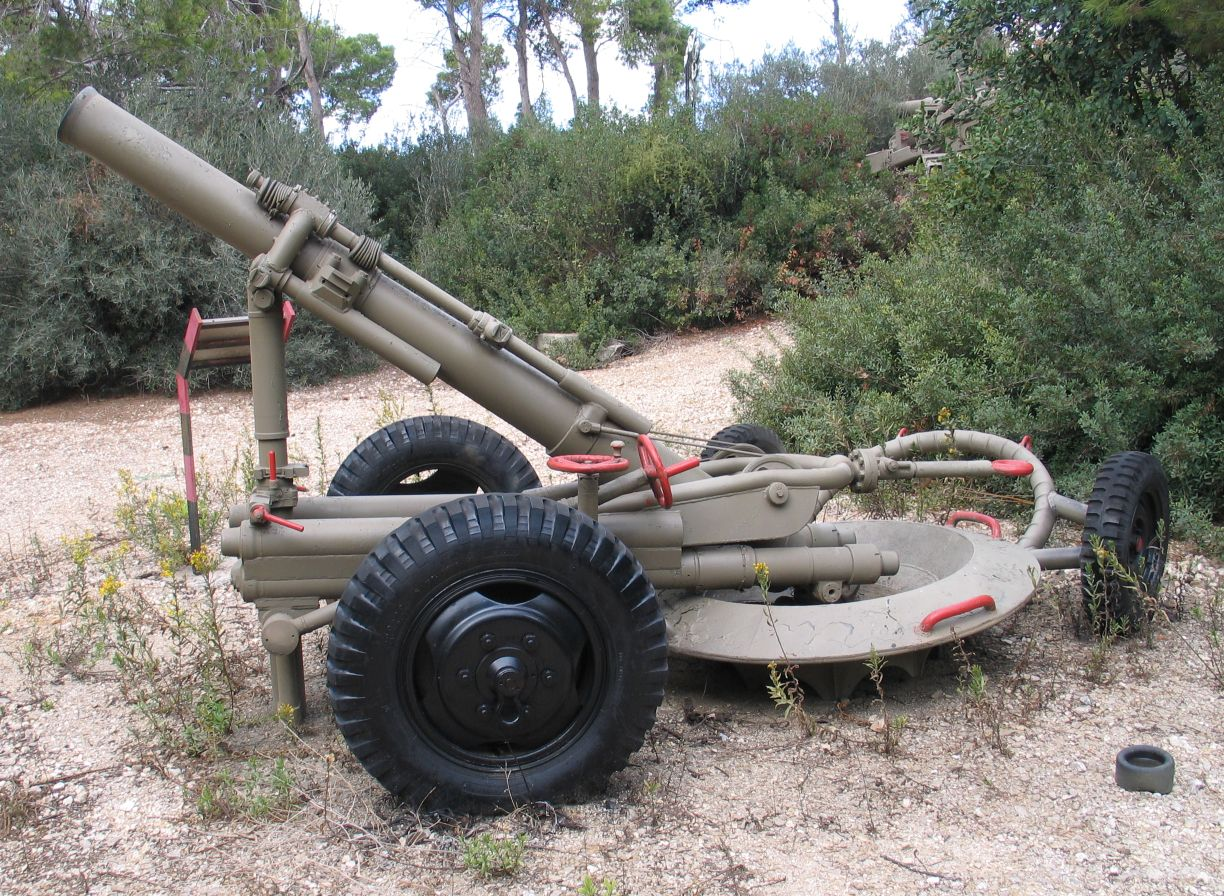
Morteiro pesado de 160 mm.

O morteiro é uma boca de fogo de carregar pela parte anterior do tubo (antecarga), destinada a lançar granadas em tiro curvo de curto alcance.  
Os atuais morteiros, têm origem nos morteiros de trincheira desenvolvidos na Primeira Guerra Mundial para serem especialmente usados na guerra de trincheiras. Na década de 1960 foi desenvolvido para o Exército Português um tipo especial de morteiro ultra-ligeiro denominado morteirete.
Atualmente os morteiros são normalmente usados como arma de apoio de infantaria. No entanto, os morteiros pesados são, em alguns casos, usados como arma de artilharia.
O primeiro morteiro moderno só apareceu durante a Primeira Guerra Mundial inventado por Sir Wilfred Stokes em 1915. Foi o morteiro mais utilizado pelas forças aliadas durante a guerra, tendo o exército Britânico 1.636 unidades em operação no final do conflito. Apesar de simples, era altamente eficaz podendo atingir uma cadência de tiro de até 25 projéteis por minuto com um alcance de 700/800 metros em ângulo de tiro de 45º a 75º. Existe grande variedade de projéteis, desde os de autoexplosivo aos destinados à iluminação do campo de batalha, os quais contam com um paraquedas, acionado no início da parte descendente de sua trajetória e contendo magnésio, o qual acende automaticamente o provê iluminação.

## Etimologia
A palavra morteiro é sinónima de almofariz, que é um utensílio em forma de tigela utilizado para esmagar alimentos.

## Classificação dos morteiros
Os morteiros são classificados, de acordo com as suas características, em "ligeiros", "médios" e "pesados".
- Morteiros ligeiros: peso inferior a 1 kg, calibre até 60 mm e alcance máximo de 1900 metros;
- Morteiros médios: peso entre 18 kg e 70 kg, calibre entre 60 mm e 100 mm e alcance máximo de 6000 metros;
- Morteiros pesados: peso superior a 70 kg, calibre superior a 100 mm e alcance máximo superior a 12000 metros.

## Tipo de percutor
Os morteiros podem ter dois tipos de percutor:
- Percutor fixo: o mais comum nos morteiros, em que o disparo é obtido pela queda do projétil sobre o percutor, durante o carregamento;
- Percutor móvel: acionado por um mecanismo de atuação manual que ativa o percutor depois do projétil estar no interior do tubo (cano sem raiamento) da arma. A rotação da granada é imprimida por aletas existentes na estrutura desta.

## Tipo de tiro
Os morteiros realizam tiro curvo, capazes de bater alvos desenfiados ou em contra-encosta. Podem executar as seguintes modalidades de tiro:
- Tiro direto: tiro em que a pontaria é efetuada diretamente para o alvo através do aparelho de pontaria. Para este tipo de tiro são utilizados normalmente morteiros ligeiros;
- Tiro mascarado: tiro executado a coberto de uma "máscara" (árvores, edificações, etc.) com a arma e a guarnição protegidas da observação terrestre. A orientação do tiro é realizada a partir de um ponto onde seja possível a observação direta do alvo. Para este tipo de tiro são adequados os morteiros médios;
- Tiro indireto: tiro de maior alcance que os anteriores, a partir de um local abrigado. A orientação do tiro pode ser feita de um local que permita a observação do alvo, através de carta topográfica ou de meios eletrônicos. Neste tipo de tiro são utilizados morteiros pesados.